# Fusil Tipo 35
El Tipo 35 (三十五年式?) era un fusil de cerrojo creado a partir del Tipo 30 para la Armada Imperial Japonesa, a fin  de reemplazar sus obsoletos fusiles Tipo 22 y tratar de corregir las deficiencias del Tipo 30. El "35" de su designación indica la fecha de su entrada en servicio, el año 35 (1902) de la era Meiji según el calendario japonés. 

## Historia
Al poco tiempo que el Ejército Imperial Japonés adoptó el fusil Tipo 30, la Armada Imperial Japonesa se dio cuenta de que necesitaba un fusil moderno para reemplazar a los obsoletos fusiles Murata Tipo 22 que eran empleados por sus Fuerzas Navales Especiales de Desembarco. Además, el Arsenal de Artillería de Tokio cesó la producción de la pólvora negra con la que se cargaba el cartucho 8 x 53 R Murata. Se nombró al Capitán Kijirō Nambu del Arsenal de Artillería de Tokio como jefe de la comisión encargada de corregir los problemas del Tipo 30 que se observaron en combate.
El Tipo 35 fue producido desde 1902 hasta 1905.

## Desarrollo
Las modificaciones mínimas, destinadas a corregir algunos de los defectos del Tipo 30, incluían modificar el alza de deslizante a "desplegable" (扇転式 ōten shiki?) y añadir una cubierta protectora (遊底覆 yūteifuku?) al cerrojo. Al contrario de la cubierta protectora del fusil Tipo 38, la tosca cubierta no estaba conectada al cerrojo y debía moverse manualmente antes y después de disparar. Sin embargo, el diseño modificado fue incapaz de superar las desventajas del Tipo 30 y fue sobrepasado por el fusil Tipo 38.
El modelo de la cubierta protectora, ligeramente modificado, también fue empleado en los fusiles Tipo 46 y las carabinas Tipo 47 producidas para Siam, que además se producían en el Arsenal de Artillería de Tokio en las mismas fechas.

## Variantes

### Adaptador subcalibre Tipo Hiroki
El adaptador subcalibre Tipo Hiroki fue diseñado para acoplarse temporalmente a la caña de un cañón. El dispositivo era empleado para entrenar a los artilleros de la Armada Imperial Japonesa en puntería y tiro. Era básicamente el cajón de mecanismos y el cañón de un Tipo 35, adaptados para este propósito. El cajón de mecanismos, al igual que los fusiles Tipo 35, tiene estampado el Crisantemo Imperial, pero no tiene estampado un número de serie y carece de la cubierta protectora. Al parecer, las piezas principales de algunos adaptadores subcalibre fueron empleadas para producir algunos fusiles 02/45.

### Fusil 02/45
Hay muy poca información disponible sobre este fusil, desconociéndose si llegó a tener designación oficial alguna. Su nombre le fue dado por coleccionistas: 02 por el año de adopción del Tipo 35 (1902) y 45 por el año en que supuestamente fueron fabricados (1945). Se cree que fueron producidos por la Fábrica de armas de fuego Izawa de Osaka, que producía fusiles y ametralladoras de entrenamiento con piezas del mismo tipo que las empleadas para ensamblar los fusiles 02/45. A fusiles de preserie Tipo 35, cajones de mecanismos y cañones de adaptadores subcalibre Tipo Hiroki, así como fusiles incompletos que se hallaban almacenados, se les instaló culatas de fusiles de entrenamiento Tipo 99 y otras piezas para producir fusiles en una situación cada vez más desesperada. La mayoría de estos fusiles no tienen número de serie ni cubiertas protectoras. Algunos cañones empleados para producir estos fusiles tienen marcajes de rechazo y algunos de los cajones de mecanismos del Tipo 35 tienen marcajes de descarte o retirada de servicio. Después de agotar todos los cañones de Tipo 35, Tipo 38 y Tipo 30 que tenían disponibles, los fabricantes empezaron a emplear cañones de ametralladoras de entrenamiento. Algunos de estos fusiles fueron empleados en Okinawa.

## Accesorios
La bayoneta Tipo 35 era una bayoneta Tipo 30 con ligeras modificaciones, hecha específicamente para el fusil Tipo 35. Sus dimensiones eran las mismas de la Tipo 30. La única diferencia entre ambas bayonetas era un retén accionado por resorte que se enganchaba en la vaina cuando no se utilizaba.

## Usuarios
- Finlandia: Capturó algunos fusiles a los comunistas finlandeses o los obtuvo de arsenales rusos abandonados durante la Primera Guerra Mundial. Después fueron empleados por la Guardia Civil.[12]
- Imperio de Japón: Armada Imperial Japonesa[13]
- Imperio ruso: Compró algunos lotes a Japón durante la Primera Guerra Mundial.[14]
- Segunda República Española: Recibió fusiles de la Unión Soviética y los empleó en la Guerra civil.[15]
- Siam: Obtuvo unos cuantos para evaluación o como muestras publicitarias.[16]